# Die rabenschwarze Nacht – Fright Night
Die rabenschwarze Nacht – Fright Night (Originaltitel: Fright Night) ist eine US-amerikanische Horrorkomödie von Tom Holland aus dem Jahr 1985.

## Handlung
Charley Brewster, Teenager und Horror-Fan, beobachtet zwei Männer in eine Villa in der bürgerlichen Nachbarschaft einziehen. Er glaubt bald, dass einer der Männer, Jerry Dandrige, ein Vampir ist, der andere wäre Dandriges Diener. Des Nachts graben die Nachbarn beispielsweise Löcher im Garten, wuchten Müllsäcke herum, oder beißen am offenen Fenster schönen Frauen beim Liebesspiel in den Hals und saugen sie aus.
Dandrige überfällt Brewster und versucht, den Augenzeugen zu töten. Die Polizei hält die Anzeige des Jungen für reine Belästigung und Zeitverschwendung, da sie sich nicht mit Übernatürlichem befasst. Brewster, seine hübsch-schüchterne Freundin Amy und der alberne Horror-Nerd Ed, letztere anfangs noch skeptisch, wenden sich um Hilfe an den abgehalfterten TV-Vampirjäger Peter Vincent („Niemand will mehr Vampire sehen …“), der für Charley die absolute Autorität des Fachs ist. Gegen Entlohnung begleitet der Schauspieler die Jugendlichen, obwohl Charley nüchtern betrachtet reichlich irre wirken muss.
In dem Anwesen versucht Jerry Dandrige als mondäner Gastgeber die Gruppe davon zu überzeugen, dass alles nur eine Serie von Missverständnissen war. Zufällig sieht Vincent, dass es Dandrige an einem Spiegelbild mangelt. Der „Vampirjäger“ Vincent flüchtet Hals über Kopf und verbarrikadiert sich in seiner Wohnung. Der attraktive Dandrige verführt Charleys Freundin in einer Discothek (wo er eine gewaltige Panik auslöst), und beißt seinen Freund Ed und macht diesen damit zu einem Alliierten. Brewster und Vincent raufen sich zusammen und gehen ein weiteres Mal todesmutig samt Kruzifixen und Weihwasser in das abgedunkelte Haus des Blutsaugers. Um seine Freundin noch retten zu können, muss der Obervampir noch an diesem Tag sterben. Sie pfählen seinen Diener, der zerschmilzt und zu Staub zerfällt, während die initiierte Amy im Obergeschoß die ersten schmerzhaften Metamorphosen durchmacht, und sie erlösen den Freund Ed von seinem untoten Dasein. Sie zerbrechen die zugemalten Fensterscheiben des Hauses. Der Vampir, der in seiner Fledermausform versucht, seinen Sarg im Keller zu erreichen, verbrennt kreischend in der Sonne und verdampft rückstandslos.
Zum Happy End schauen Brewster und Amy wiederum Peter Vincents Fernsehshow Fright Night, in der er diesmal modern Außerirdische bekämpft. Plötzlich merkt Brewster, dass sich im Nachbarhaus etwas bewegt. Beim genauen Hinschauen bemerkt er nichts; nachdem er vom Fenster tritt, sieht man im Fenster des Nachbarhauses zwei rot leuchtende Augen.

## Kritiken
Fright Night erhielt ein gutes Presseecho, was sich auch in den Auswertungen US-amerikanischer Aggregatoren widerspiegelt. So erfasst Rotten Tomatoes größtenteils positive Besprechungen und ordnet den Film dementsprechend als „Zertifiziert Frisch“ ein. Laut Metacritic fallen die Bewertungen im Mittel „Grundsätzlich Wohlwollend“ aus. Es folgen einige repräsentative Pressestimmen:
Roger Ebert schrieb in der Chicago Sun-Times vom 2. August 1985, die erste Filmhälfte sei witzig, die zweite beinhalte „spektakuläre Spezialeffekte“. Der Film sei nicht „hervorragend“, aber biete viel Spaß.
Das Lexikon des internationalen Films schrieb, der Film sei eine „moderne Variation des ‚Dracula‘-Stoffes“ und ein „parodistisch angelegter Horrorfilm mit vielen grellen Grusel- und Schockeffekten.“
Variety schrieb: „Regisseur Tom Holland hält seinen Film schön einfach und gänzlich glaubhaft (akzeptiert man erst einmal die Existenz von Vampiren).“
Janet Maslin meinte in der New York Times: „Richtig komödiantisch ist der Ton nie, und die Horrorakzente sind mehr ekelhaft als gruselig.“
Time Out London hielt fest: „Seltsam, dass der Film überhaupt funktioniert – aber er tut es“ und hob auch die Musik von Brad Fiedel hervor.
Mike Bracken erinnerte an American Werewolf (R: John Landis, 1981) und schien eine Zweiteilung über die Dauer gesehen zu haben („second act“, „second half“). Er weist auch auf den sexuellen und insbesondere homoerotischen Subtext hin („there‘s actually some subtext here“).
Der Film gewann im Jahr 1986 drei Saturn Awards für den besten Horrorfilm, das beste Drehbuch und für Roddy McDowall als besten Nebendarsteller. Weiterhin erhielt er Nominierungen in den Sparten Beste Regie, Beste Spezialeffekte sowie Chris Sarandon als bester Hauptdarsteller. Tom Holland gewann 1986 einen Preis des Filmfestivals Fantasporto und wurde für einen weiteren Preis dieses Festivals nominiert.

## Hintergrund
| Figur            | Darsteller        | Deutscher Sprecher |
| ---------------- | ----------------- | ------------------ |
| Charly Brewster  | William Ragsdale  | Udo Wachtveitl     |
| Jerry Dandrige   | Chris Sarandon    | Norbert Langer     |
| Amy Peterson     | Amanda Bearse     | Inez Günther       |
| Peter Vincent    | Roddy McDowall    | Reinhard Glemnitz  |
| Ed Thompson      | Stephen Geoffreys | Philipp Brammer    |
| Billy Cole       | Jonathan Stark    | Pierre Franckh     |
| Judy Brewster    | Dorothy Fielding  | Gudrun Vaupel      |
| Detective Lennox | Art Evans         | Herbert Weicker    |

Der Film wurde in Los Angeles gedreht. Seine Produktionskosten betrugen schätzungsweise 9 Millionen US-Dollar. Der Film spielte in den Kinos der USA ca. 24,9 Millionen US-Dollar ein.
An den Spezialeffekten war Richard Edlund beteiligt (visual effects producer).
McDowalls Rollenname Peter Vincent war als Hommage gedacht für zwei Ikonen des klassischen Horrorfilms, Peter Cushing und Vincent Price. Mit Price verband McDowall eine langjährige private Freundschaft. Eine Spur Christopher Lee sei auch noch beigefügt, so Roger Ebert.
Die deutsche Synchronfassung entstand bei der cine – adaption GmbH Film- und Fernsehsynchronisation, München. Michael Brennicke schrieb das Dialogbuch und John Pauls-Harding führte Regie.

## Soundtrack
Der Soundtrack des Films wurde vom Komponisten Brad Fiedel erstellt. Er enthält sowohl Rock und Pop Songs als auch rein Instrumentale Soundtrackstücke. Das Lied Come To Me (Brad Fiedel) stellt das Hauptthema des Films dar (wobei die gesungene Version so nicht im Film vorkommt). Im Abspann läuft dann das gleichnamige Lied Fright Night der J. Geils Band. Der Soundtrack wurde auf Kassette, Vinyl und CD veröffentlicht. 2016 erschien eine Remasterte Version des Soundtracks. Es erschien außerdem eine 2-Disc-Deluxe-Version, diese beinhaltet auch die instrumentalen Stücke und eine farbige Vinyl-Platte in blau-weiß.
| Nr. | Titel                                | Autor(en)                           | Interpret               | Länge |
| --- | ------------------------------------ | ----------------------------------- | ----------------------- | ----- |
| 1.  | Fright Night                         | Joe Lamont                          | J. Geils Band           | 3:47  |
| 2.  | You Can't Hide From The Beast Inside | Steve Plunkett                      | Autograph               | 4:05  |
| 3.  | Good Man In A Bad Time               | Jon Reede, Marc Tanner, Ron Aniello | Ian Hunter              | 3:44  |
| 4.  | Rock Myself To Sleep                 | Kimberley Rew, Vince De La Cruz     | April Wine              | 3:31  |
| 5.  | Let's Talk                           | Mark Mothersbaugh                   | Devo                    | 2:46  |
| 6.  | Armies Of The Night                  | Ron Mael, Russell Mael              | Sparks                  | 4:31  |
| 7.  | Give It Up                           | Bobby Caldwell, Dennis Matkosky     | Evelyn „Champagne“ King | 3:46  |
| 8.  | Save Me Tonight                      | Garri Brandon, Mitchell Leib        | White Sister            | 4:22  |
| 9.  | Boppin' Tonight                      | Gary Goetzman, Mike Piccirillo      | Fabulous Fontaines      | 3:05  |
| 10. | Come To Me                           | Brad Fiedel                         | Brad Fiedel             | 3:43  |

## Fortsetzung und Adaptionen
Im Jahr 1988 wurde die Fortsetzung Mein Nachbar, der Vampir (R: Tommy Lee Wallace) veröffentlicht, in der Roddy McDowall erneut die Rolle von Peter Vincent übernahm.
Eine Neuverfilmung mit Anton Yelchin, Colin Farrell, Christopher Mintz-Plasse und David Tennant in den Hauptrollen erschien im Jahr 2011 mit dem Titel Fright Night.
Im Jahr 1988 veröffentlichte die britische Softwarefirma Microdeal ein gleichnamiges Computerspiel für den Commodore Amiga.